# Taita-gébics
A Taita-gébics (Lanius dorsalis) a madarak osztályának verébalakúak (Passeriformes) rendjén belül a gébicsfélék (Laniidaee) családjába tartozó faj.

## Rendszerezése
A fajt Jean Cabanis német ornitológus írta le 1878-ban, Lanius (Fiscus) dorsalis néven. Magyar nevét a Kenyában található Taita-hegységről kapta.

## Előfordulása
Kelet-Afrikában, Dél-Szudán, Etiópia, Kenya, Szomália, Szudán, Tanzánia és Uganda területén honos. Természetes élőhelyei a szubtrópusi és trópusi füves puszták és cserjések. Állandó nem vonuló faj.

## Megjelenése
Testhossza 21 centiméter.

## Életmódja
Gerinctelenekkel, főleg szöcskékkel, bogarakkal, hernyókkal és pókokkal táplálkozik.

## Természetvédelmi helyzete
Az elterjedési területe nagyon nagy, egyedszáma pedig stabil. A Természetvédelmi Világszövetség Vörös listáján nem fenyegetett fajként szerepel.

## További információ
- Képek az interneten a fajról
- Internet Bird Collection - videók a fajról
- Xeno-canto.org - a faj hangja és elterjedési területe